# 科松河畔于索
科松河畔于索（法語：Huisseau-sur-Cosson，法語發音：[ɥiso syʁ kɔsɔ̃]）是法国卢瓦-谢尔省的一个市镇，位于该省中南部，属于布卢瓦区。

## 地理
科松河畔于索（47°35'33"N, 1°27'10"E）面积22.79 平方千米，位于法国中央-卢瓦尔河谷大区卢瓦-谢尔省，该省份为法国中北部省份，北起厄尔-卢瓦省，东北接卢瓦雷省，东南接谢尔省，南至安德尔省，西南接安德尔-卢瓦尔省，西北接萨尔特省。
与科松河畔于索接壤的市镇（或旧市镇、城区）包括：蒙利沃、尚博尔、马利沃、尚博尔附近蒙、圣克洛德德迪赖、索洛涅地区图尔、维讷伊。

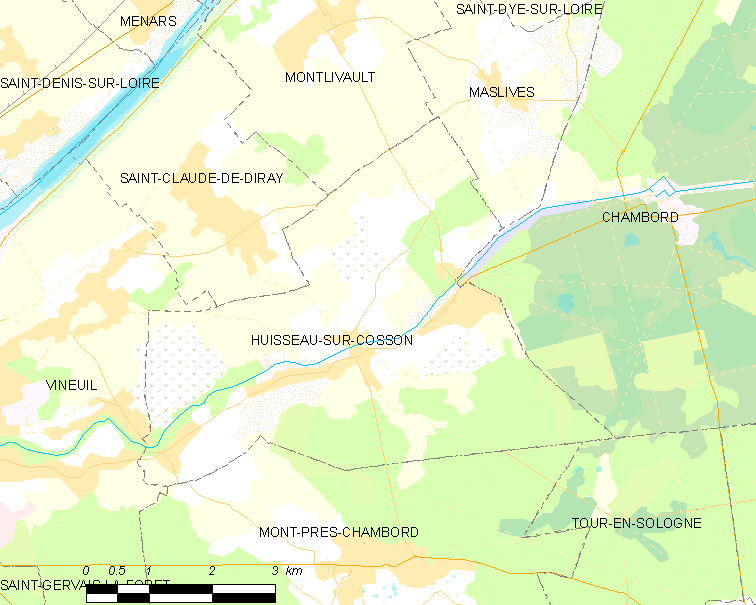
科松河畔于索的OSM定位图

科松河畔于索的时区为UTC+01:00、UTC+02:00（夏令时）。

## 行政
科松河畔于索的邮政编码为41350，INSEE市镇编码为41104。

## 政治
科松河畔于索所属的省级选区为尚博尔县。

## 人口

1962-2008年间科松河畔于索人口变化图示

科松河畔于索于2022年1月1日时的人口数量为2293人。